# 迈松捷
迈松捷（法語：Maisontiers，法語發音：[mɛzɔ̃tje]）是法国德塞夫勒省的一个市镇，属于帕尔特奈区。

## 地理
迈松捷（46°46'37"N, 0°14'57"W）面积18.29 平方千米，位于法国新阿基坦大区德塞夫勒省，该省份为法国西部内陆省份，北起曼恩-卢瓦尔省，西接旺代省，南至夏朗德省和滨海夏朗德省，东临维埃纳省。
与迈松捷接壤的市镇（或旧市镇、城区）包括：布赛、阿马尤、希謝、拉容、卢安、艾尔沃。

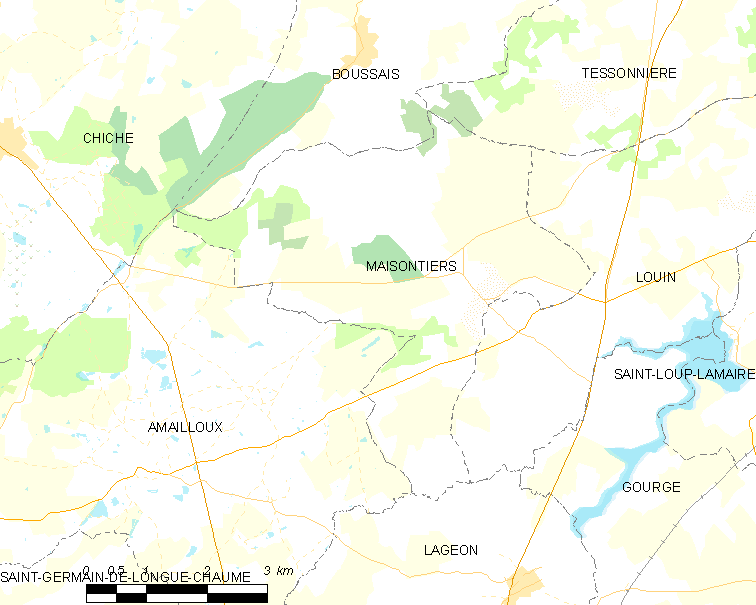
迈松捷的OSM定位图

迈松捷的时区为UTC+01:00、UTC+02:00（夏令时）。

## 行政
迈松捷的邮政编码为79600，INSEE市镇编码为79165。

## 政治
迈松捷所属的省级选区为图埃河谷县。

## 人口

1962-2008年间迈松捷人口变化图示

迈松捷于2022年1月1日时的人口数量为130人。